# Molinaranea
Genre
Molinaranea est un genre d'araignées aranéomorphes de la famille des Araneidae.

## Distribution
Les espèces de ce genre se rencontrent au Chili (y compris sur les îles de l'Archipel Juan Fernández), en Argentine et aux îles Malouines,.

## Liste des espèces
Selon World Spider Catalog (version 17.0, 23/03/2016) :
- Molinaranea clymene (Nicolet, 1849)
- Molinaranea fernandez Levi, 2001[2]
- Molinaranea magellanica (Walckenaer, 1847)[4]
- Molinaranea mammifera (Tullgren, 1902)
- Molinaranea phaethontis (Simon, 1896)
- Molinaranea surculorum (Simon, 1896)
- Molinaranea vildav Levi, 2001

Selon The World Spider Catalog (Fossils) (version 16.5, 2016) :
- † Molinaranea mitnickii Saupe, Selden & Penney, 2010[6]

## Étymologie
Ce genre est nommé en l'honneur de Juan Ignacio Molina.

## Publication originale
- Mello-Leitão, 1940 : Arañas de las islas Juan Fernandez, recogidas por el Señor R. Wagenknecht. Revista Chilena de História Natural, vol. 44, p. 236-239.